# Rue du Jard
La rue du Jard est une voie de la commune de Reims, située dans le département de la Marne, en région Grand Est.

## Situation et accès
Débutant au croisement de la Rue Chanzy et de la rue Gambetta, elle aboutit rue de Gambetta. Elle part du collège Université pour passer devant le groupe scolaire du Jard.
La voie est à sens unique avec une piste cyclable à contre-sens sur le haut de la rue.

## Origine du nom
Le Jard (jardin) désignait un immense terrain voué à la culture maraîchère.

## Historique
Elle porte ce nom depuis très longtemps, un temps nommée rue du Jard de la Poterne, elle descendait de la rue Chanzy pour aller en bord de Vesle en traversant de nombreux jardins, potagers et vergers.
En 1906, après la Loi de séparation des Églises et de l'État, la croix du Jard adossée à une école est retirée.

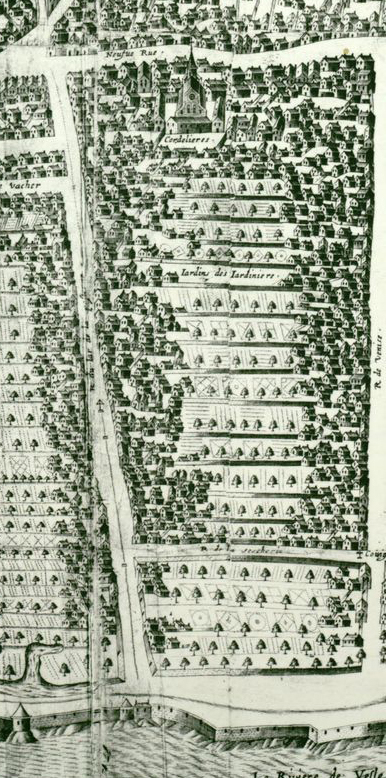
En 1618, plan Cellier/Picart.
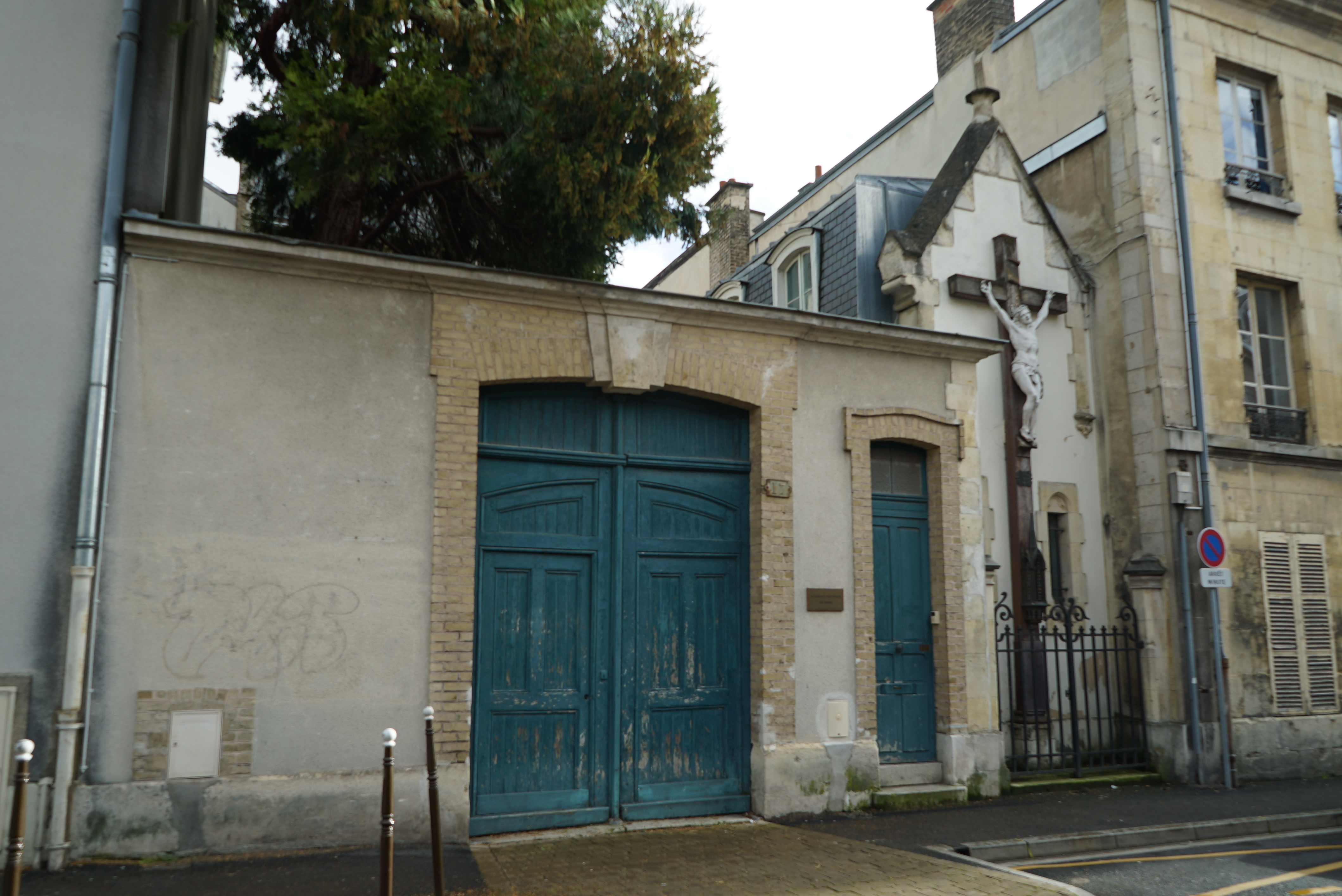
local de l'Académie nationale de Reims,
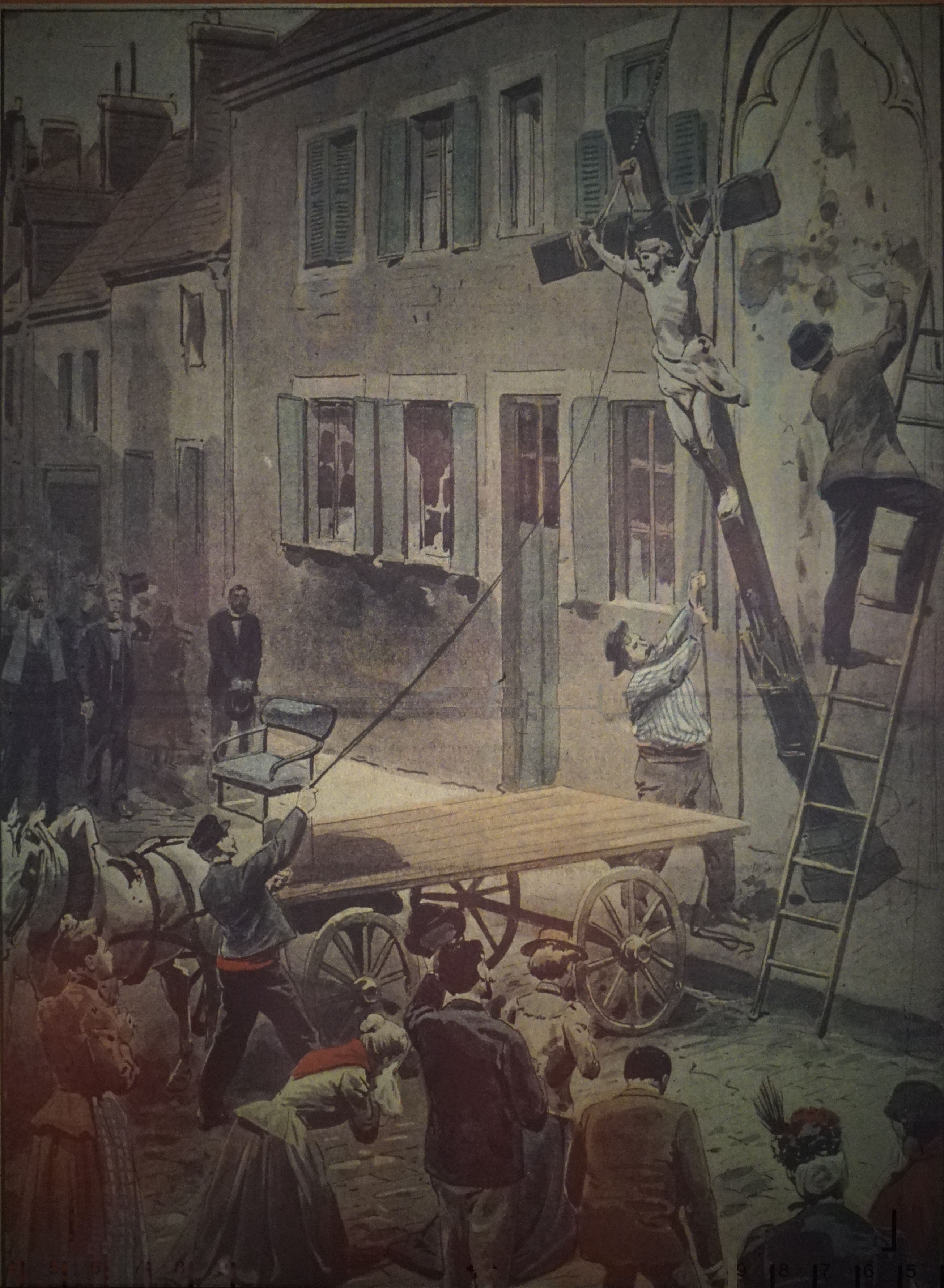
en 1906, décrochage de la croix,
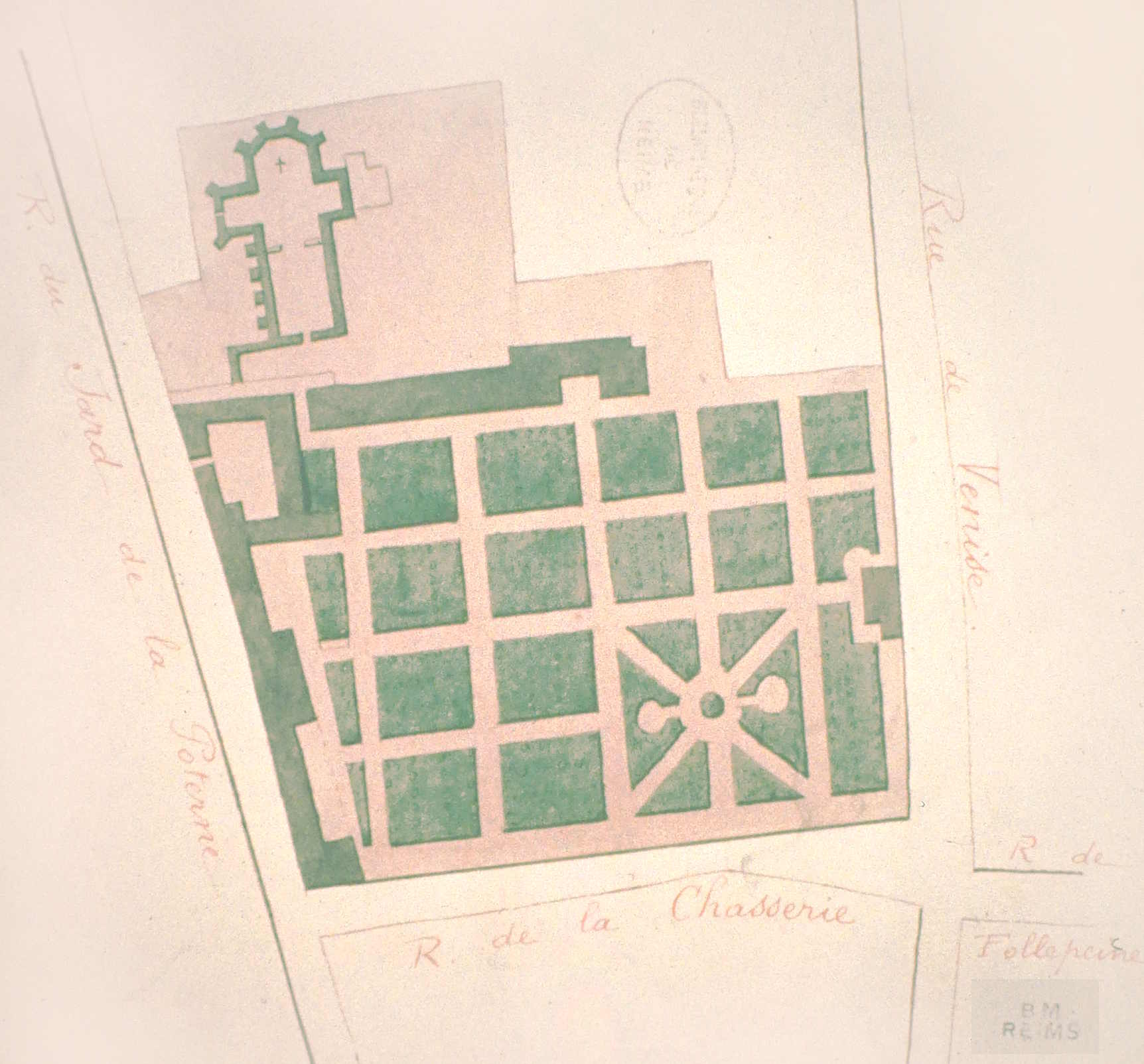
L'ancienne abbaye de Longault.

## Bâtiments remarquables et lieux de mémoire
- Au n°3 : immeuble remarquable dont seule la façade ordonnancée est conservée, l’intérieur a été entièrement reconstruit après 1918 par l'architecte Robert Jactat. Il est repris comme éléments de patrimoine d’intérêt local[1].
- Au n° 15-25 : Groupe scolaire du Jard.
- Au n° 21-23-25 : ancien immeuble de bureaux de la S.A. des déchets de la fabrique de Reims transformé en immeuble de logement[2].

Les Clarisses ou Cordelières de Reims occupaient, depuis le XIIIe siècle, un monastère situé à l'angle de là rue du Jard et de la rue Gambetta.

Le couvent des Longuaux était un ancien couvent de Ordre de Fontevraud, dans la ville française de Reims, datant du Moyen Âge et situé vers l'actuel n°63. Remplacé par une fabrique, puis comme beaucoup de site textile de Reims, le site a été converti en habitation, la résidence "Les Longuaux".

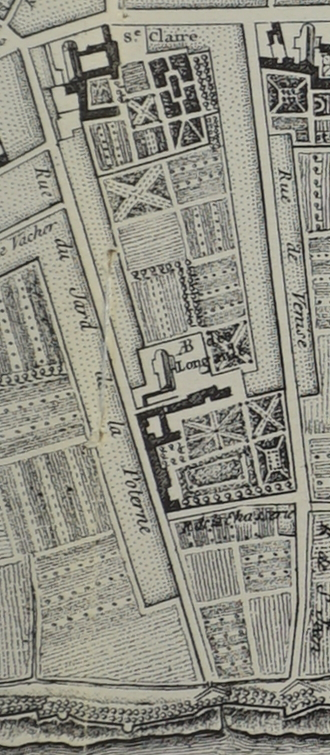
La rue en 1775, plan Moithey.
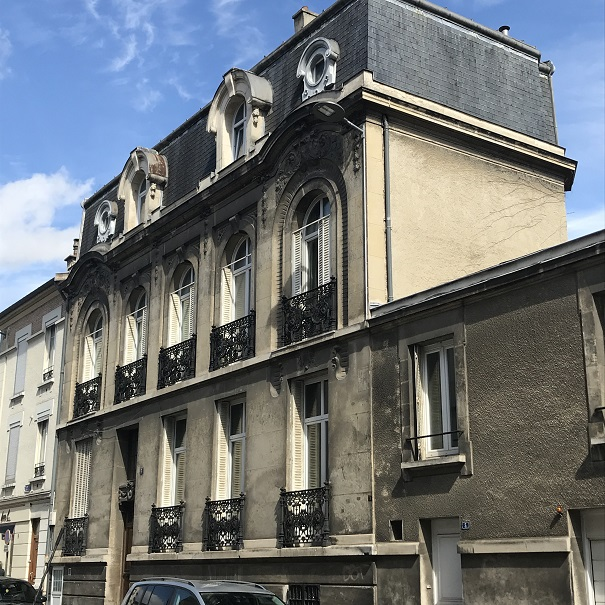
Au 3
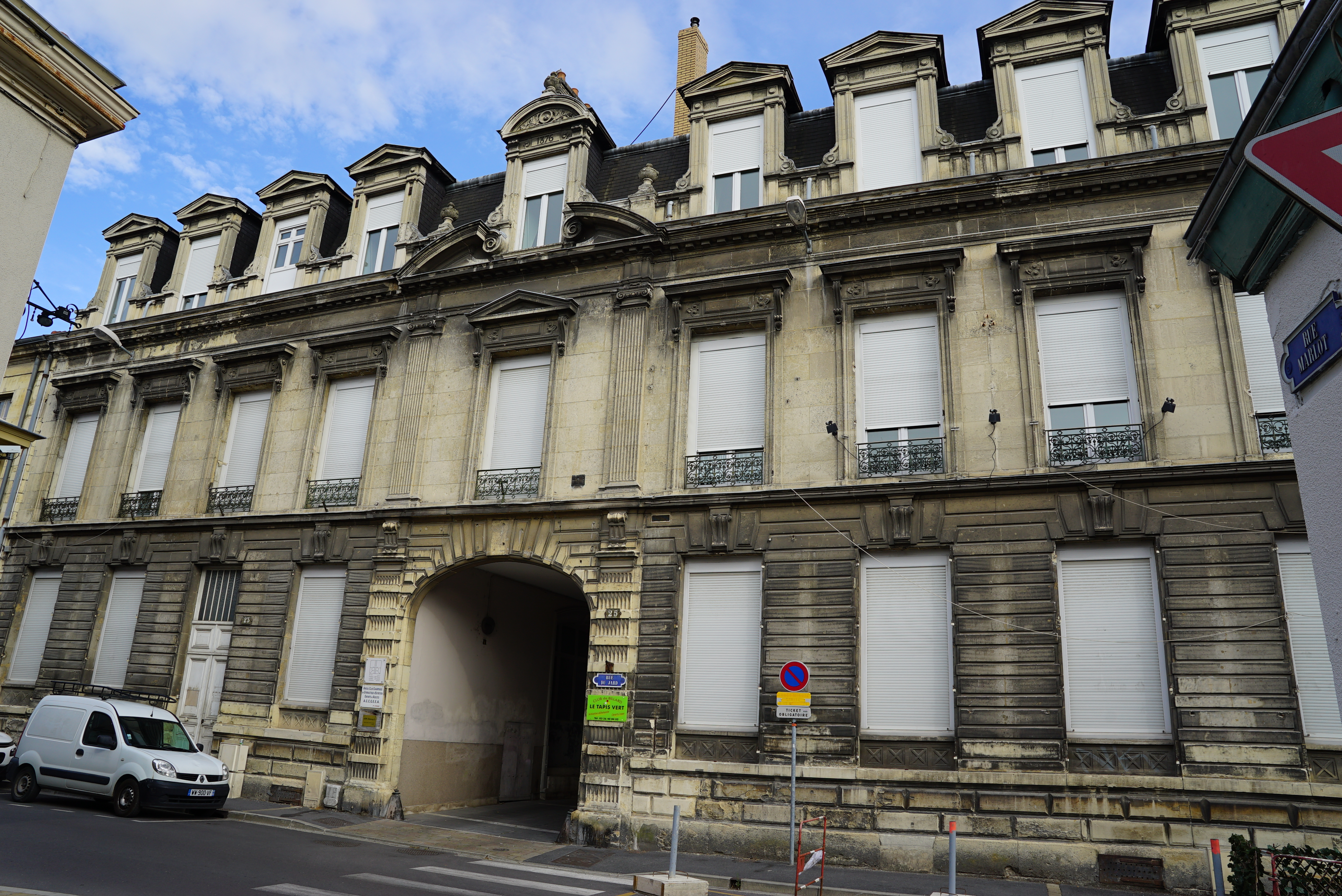
Au n° 21-23-25 immeuble de 1876
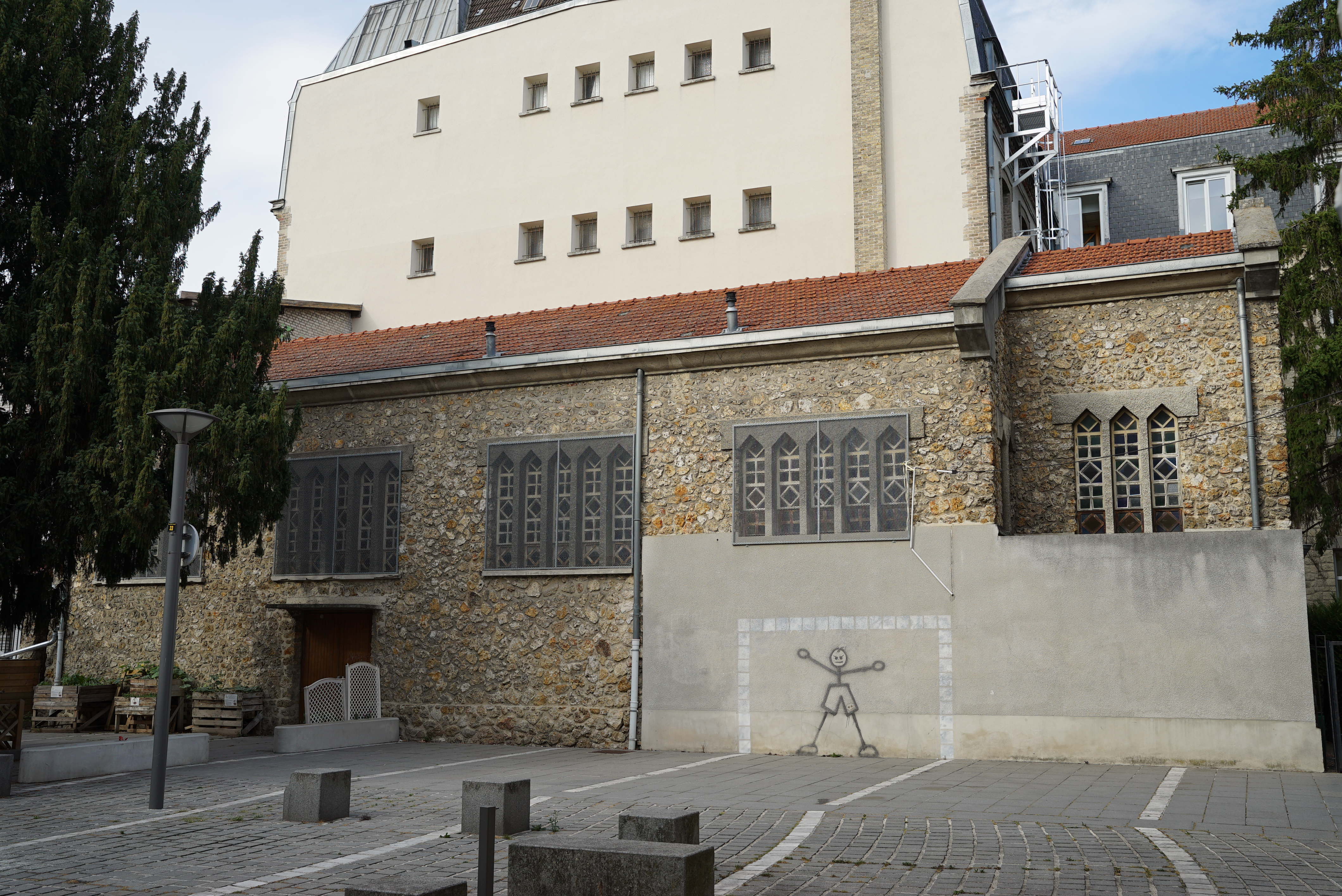
et la chapelle dans sa cour.